# We Stitch These Wounds
| Оценки критиков         | Оценки критиков |
| Источник                | Оценка          |
| ----------------------- | --------------- |
| Ultimate Guitar Archive | [ 2 ]           |
| AbsolutePunk            | (26%)           |

We Stitch These Wounds — дебютный студийный альбом американской рок-группы Black Veil Brides, который вышел 20 июля 2010 года. Это единственный альбом, в котором принимает участие барабанщица Сандра Альваренга.

## Выпуск и продвижение
В декабре 2009 года Энди Бирсак объявил, что запись их первого альбома началась. Одновременно они объявили, что втроем с менеджером обратились к продюсеру «Blasko», известному по работам с Робом Зомби и Оззи Осборном.

## Список композиций
Слова и музыка всех песен — Andy Biersack и Jake Pitts.
| №                   | Название                                                                                                  | Длительность |
| ------------------- | --- | ------------ |
| 1.                  | «The Outcasts (Call to Arms)» (featuring Urban Flanders (Biersack's grandfather))                         | 0:31         |
| 2.                  | «We Stitch These Wounds» (re-written and re-recorded version, originally recorded for Sex and Hollywood") | 3:59         |
| 3.                  | «Beautiful Remains»                                                                                       | 4:13         |
| 4.                  | «Children Surrender»                                                                                      | 3:11         |
| 5.                  | «Perfect Weapon»                                                                                          | 4:07         |
| 6.                  | «Knives and Pens» (re-recorded version, originally recorded for Sex and Hollywood)                        | 4:15         |
| 7.                  | «The Mortician's Daughter» (re-recorded version, originally recorded for Sex and Hollywood)               | 4:11         |
| 8.                  | «All Your Hate»                                                                                           | 3:10         |
| 9.                  | «Heaven's Calling»                                                                                        | 3:19         |
| 10.                 | «Never Give In»                                                                                           | 3:09         |
| 11.                 | «Sweet Blasphemy»                                                                                         | 3:56         |
| 12.                 | «Carolyn»                                                                                                 | 4:37         |
| Общая длительность: | Общая длительность:                                                                                       | 42:38        |

| №   | Название                     | Длительность |
| --- | ---------------------------- | ------------ |
| 13. | «Knives and Pens» (acoustic) | 4:51         |

## Позиции в чартах
| Чарт (2010)                       | Позиция |
| --------------------------------- | ------- |
| U.S. Billboard 200                | 36      |
| UK Rock (Official Charts Company) | 20      |

## Участники записи
Black Veil Brides
- Энди Бирсак — вокал, клавишные
- Джейк Питтс — соло-гитара
- Jinxx — ритм-гитара, бэк-вокал
- Эшли Пёрди — бас, бэк-вокал
- Сандра Алвареджа — ударные

Продюсеры
- Blasko — продюсер
- G. Preston Boebel — продюсер, инженер, микширование
- Dave Casey — sound design
- Josh Newell — вокал, продюсер, инженер, микширование
- Troy Roe — фоновый вокал

Дополнительный вокал
- Urban Flanders — вокал на песне «The Outcasts (Call to Arms)»